# ISS-Expeditie 66
ISS-Expeditie 66 was de zesenzestigste missie naar het Internationaal ruimtestation ISS. De missie begon in oktober 2021 met het vertrek van de Sojoez MS-18 van het ISS terug naar de Aarde en eindigde in maart 2022 met het vertrek van Sojoez MS-19.
De bemanning van SpaceX Crew-2, die sinds april 2021 al aan boord is voor ISS-Expeditie 65, bleef aan boord voor deze missie. De Russische astronaut Anton Sjkaplerov nam bij aankomst het bevelhebberschap over van de Fransman Thomas Pesquet met de rest van de bemanning van Sojoez MS-19. De bemanning van SpaceX Crew-2 zal het tweede deel van de missie vervangen worden door die van SpaceX Crew-3.
Tijdens de missie zou ook de bemanning van Sojoez MS-20 korte tijd in het ISS verblijven. Sojoez MS-20 kwam met een kosmonaut-reisleider en twee Japanse ruimtetoeristen.

## Bemanning
| Bevelhebber       | Thomas Pesquet, ESA 2e ruimtevlucht         | Anton Sjkaplerov, Roskosmos 4e ruimtevlucht | Anton Sjkaplerov, Roskosmos 4e ruimtevlucht | Anton Sjkaplerov, Roskosmos 4e ruimtevlucht | Anton Sjkaplerov, Roskosmos 4e ruimtevlucht | Anton Sjkaplerov, Roskosmos 4e ruimtevlucht |
| Flight Engineer 1 | Shane Kimbrough, NASA 3e ruimtevlucht       | Raja Chari, NASA 1e ruimtevlucht            | Raja Chari, NASA 1e ruimtevlucht            | Raja Chari, NASA 1e ruimtevlucht            | Raja Chari, NASA 1e ruimtevlucht            | Raja Chari, NASA 1e ruimtevlucht            |
| Flight Engineer 2 | Megan McArthur, NASA 2e ruimtevlucht        | Thomas Marshburn, NASA 3e ruimtevlucht      | Thomas Marshburn, NASA 3e ruimtevlucht      | Thomas Marshburn, NASA 3e ruimtevlucht      | Thomas Marshburn, NASA 3e ruimtevlucht      | Thomas Marshburn, NASA 3e ruimtevlucht      |
| Flight Engineer 3 | Akihiko Hoshide, JAXA 3e ruimtevlucht       | Matthias Maurer, ESA 1e ruimtevlucht        | Matthias Maurer, ESA 1e ruimtevlucht        | Matthias Maurer, ESA 1e ruimtevlucht        | Matthias Maurer, ESA 1e ruimtevlucht        | Matthias Maurer, ESA 1e ruimtevlucht        |
| Flight Engineer 4 | Anton Sjkaplerov, Roscosmos 4e ruimtevlucht | Kayla Barron, NASA 1e ruimtevlucht          | Kayla Barron, NASA 1e ruimtevlucht          | Kayla Barron, NASA 1e ruimtevlucht          | Kayla Barron, NASA 1e ruimtevlucht          | Kayla Barron, NASA 1e ruimtevlucht          |
| Flight Engineer 5 | Pjotr Doebrov, Roskosmos 1e ruimtevlucht    | Pjotr Doebrov, Roskosmos 1e ruimtevlucht    | Pjotr Doebrov, Roskosmos 1e ruimtevlucht    | Pjotr Doebrov, Roskosmos 1e ruimtevlucht    | Pjotr Doebrov, Roskosmos 1e ruimtevlucht    | Pjotr Doebrov, Roskosmos 1e ruimtevlucht    |
| Flight Engineer 6 | Mark Vande Hei, NASA 2e ruimtevlucht        | Mark Vande Hei, NASA 2e ruimtevlucht        | Mark Vande Hei, NASA 2e ruimtevlucht        | Mark Vande Hei, NASA 2e ruimtevlucht        | Mark Vande Hei, NASA 2e ruimtevlucht        | Mark Vande Hei, NASA 2e ruimtevlucht        |
| Reisleider        |                                             |                                             | Aleksandr Misoerkin, RSA 3e ruimtevlucht    |                                             |                                             |                                             |
| Toerist 1         |                                             |                                             | Yusaku Maezawa 1e ruimtevlucht              |                                             |                                             |                                             |
| Toerist 2         |                                             |                                             | Yozo Hirano 1e ruimtevlucht                 |                                             |                                             |                                             |